# Tomasz Hapunowicz
Tomasz Hapunowicz (ur. 12 listopada 1979 w Siedlcach) – polski samorządowiec i menedżer, w latach 2010–2021 wójt gminy Zbuczyn, od 2024 prezydent Siedlec.

## Życiorys
Absolwent Wydziału Humanistycznego Akademii Podlaskiej w Siedlcach, kształcił się podyplomowo w zakresie samorządu terytorialnego i rozwoju lokalnego na Uniwersytecie Warszawskim. Od 2006 do 2009 był dyrektorem Gminnego Ośrodka Kultury w Zbuczynie, następnie pracował na stanowisku specjalisty ds. funduszy.
Wstąpił do Prawa i Sprawiedliwości, został przewodniczącym jego struktur w powiecie siedleckim. W 2010, 2014 i 2018 wybierany na urząd wójta gminy Zbuczyn. Zrezygnował z tej funkcji w czerwcu 2021, przechodząc na stanowisko prezesa przedsiębiorstwa Mostostal Siedlce. Zasiadł także w radach nadzorczych spółki akcyjnej Torpol i Polskiej Grupy Energetycznej.
Został prezesem Stowarzyszenia Mieszkańców „Zgoda i Rozwój”. W wyborach samorządowych w 2024 był kandydatem KWW Tomasza Hapunowicza Zgoda i Rozwój na prezydenta Siedlec. W pierwszej turze zdobył 40,80% głosów, uzyskując najwyższy wynik. W drugiej turze poparło go 53,25% głosujących, tym samym pokonał rządzącego od 2018 Andrzeja Sitnika. 7 maja 2024 objął urząd prezydenta miasta.

## Odznaczenia
W 2021 został odznaczony Odznaką Honorową za Zasługi dla Samorządu Terytorialnego, a w 2025 Odznaką „Za Zasługi dla Związku Kombatantów RP i Byłych Więźniów Politycznych”.